# Hrhov
Hrhov (in ungherese Tornagörgő) è un comune della Slovacchia facente parte del distretto di Rožňava, nella regione di Košice.